# Даян-хан
Бату-Мунке Даян-хан або Батя Манка Даян-хан (мон. Батмьонх Даян Гаан; 1464—1517 / 1543) — хан з роду Борджигін, котрий вперше з часів династії Юань об'єднав монголів. Даян-хан був проголошений Великим каном Монгольської імперії династії Юань, чого не вдалося домогтися його пращуру Тогон-Темуру століттям раніше. Вважається одним з найвеличніших монгольських правителів.
Разом з супутницею Мандухай істотно послабив вплив у Монголії ойратських ханів і тайшів. Перемога Даян-хана в битві при Далан-Терджіне об'єднала монголів і згрупувала їх під владу чингісидів. Його рішення розділити підконтрольних «шість туменів» монголів між своїми синами привела до децентралізованого, але порівняно стабільного правління Борджигінів в Монголії на одне сторіччя.

## Дитинство і юність
Бату-Мунке був сином Баян-Мунке (царював у 1470—1479), Болху-джінона з династії Борджігинів, і Шіхер-тайхо з монгольського Урянхаю. Його бабуся по батьківській лінії, Сечен, була дочкою ойратського Есен-тайши.
Хоча Болху був сімейним ворогом Есен-тайші під час внутрішнього конфлікту на території Північною Юань, він зміг встановити відносини з його дядьком Мандуул-ханом (царював у 1475—1479) в той же час після вступу останнього на престол. Однак незабаром після примирення між батьком Бату-Монке і Мандуул-ханом знову розгорілася війна, і Баян-Мунке було убито. Один з тайшів Мандуули, Ісмаїл (Ісама) заволодів його дружиною, Шіхер, і майном. Щоб зберегти життя юного Бату-Мунке, Шіхер віддала його в сім'ю Бахай. Однак звідти Бату-Мунке забрав тангутський Темур-Хадаг, і він був вихований в ритмі спадкоємця Борджигінів в середовищі Монгольської знаті. До несподіваної смерті Мандуул-хана в 1467 році Бату-Мунке було лише п'ять років. Його взяла в сини Мандухай-хатун, вдова Мандуула. Оточення Мандухай привезли до неї дитину, яка страждала від наривів і вона лікувала її.

## Сходження на трон
Мандухай викликала Бату-Мунке на загальноімперський трон як прямого спадкоємця імператора Хубілая. Він отримав титул «Даян-хан» (назва, згідно інформації деяких істориків, походить від китайського словосполученням «Велика Юань». Коли Бату-Мунке виповнилося 19 років, вона вийшла за нього заміж і отримала величезний вплив при дворі і в армії.
Вони об'єднували розгалужені області східних частин Монгольської імперії під час ряду військових перемог над ойратами, у тому числі в 1483 році — над Ісмаїлом-тайші, який був вимушений втекти з Монголії. Мати Даян-хана, Шіхер, було повернено після чого вона отримала титул тайху («імператриця-вдова»). Його підтримував Ун болод, нащадок брата Чингіз-хана Хасара, і хоча туметській хан Хусай виступив проти влади Даян-хана, але був розбитий.
Найважливішим досягненням Даян-хана і Мандухай було придушення оїратів, котрі з XIV століття постійно бунтували проти влади Борджігинів. До 1495 року Даян-хан підкорив собі землі «Трьох стражів» — прикордонні території, васальні імперії Мін.

## Китайсько-монгольська війна
Коли Золота Орда втратила вплив у міждержавній війні наприкінці XV століття, монгольські напади на китайські кордони стали регулярними, і, під час керування Даян-хана, отримали в деякому сенсі організованость.
Варто зазначити що спочатку він відправив до Пекіну посольство з пропозицією торгового договору. Однак один з послів був вбитий при мінському дворі, і Даян-хан розпочав практику регулярних військово-розбійних походів проти Китаю, не маючи ніяких намірів приєднатися до імператорській данській системі.
Даян-хан увійшов до союзу з Монголджіном і ордосським Хусаєм, і в 1500 році вдало здійснив з ними потужний набіг до Ніньсі, але незабаром мінський генерал і князь Ван організували засаду на війська Даян-хана з метою захопити його самого. Ледве не потрапивши до рук китайців, Даян-хан втік на Керулен, проте масштабні монгольські набіги продовжувались до 1507 року.

## Підкорення інших монгольських правителів
До Даян-хана прибуло посольство трьох туменів «Правого флангу» -туменів, хорчинів і ордосців з проханням прийняти їх у підданство, так як вони потрапили під владу уйгурського Ібурай-тайші. Перед цим Даян-хан вже встиг зіпсувати відносини з ним, вбивши в одному з набігів його молодшого брата, і тому зрозбив з своїх синів, Улусболу та Барсболоди, керівників. Однак Улусбол, відразу після отримання титулу джінона, був вбитий в результаті вторгнення, Барсболди втік. В обмін на це Даян-хан вислав на Праве крило чахар, халхасамів та урянхайців. Через те, що більша частина урянхайців перейшла на сторону Ібурай-тайші, Даян-хан зазнав поразки в битві при джерелі Тургена.
В 1510 році Даян-хан остаточно розбив ворожі тумени і стратив ордосського старійшину Мандлулая; Ібурай втік, а бунтівні урянхайці були розбиті на п'ять туменів. На відміну від репресій по відношенню до Правого рубежу Даян-хан вибрав іншу політику — його син Барсболод в 1513 році отримав титул джінона; колишні юаньські титули таїджі і цінсан були ліквідовані; разом з тим його солдати отримали звання дарханів. Зі знищенням Ібураї та Ісмаїла, Даян-хан і Мандухай значно ослабили владу нащадків кипчацьких, аланських і мусульманських воєначальників при монгольському дворі.

## Друга китайсько-монгольська війна
З 1513 року монгольські напади на Китай відновилися. Даян-хан збудував фортецю в Дату на підступах до територій підконтрольних Пекіну, де постійно тримав 15 тис. воїнів. Того ж року він з сімдесятитисячною армією напав на Китай в 1514 і 1517 роках. Сини Даян-хана створили мережу постів на монголо-китайському пограниччі. До таких дій спонукало і небажання Китаю допускати монголів на ринок.
В 1517 році Даян-хан збирався взяти сам Пекін, але програв в вирішальній битві. За свідченнями китайських даних: війська Даян-хана того-ж року перемогли китайців, хоча його самого було вбито. Інші джерела стверджують що він прожив до 1543 року
В китайській історіографії називався монгольським імператором.

## Діти
Сини від Мандухай: Турболод
Улусболод
Арсуболод
Барсболод
Торолту
Очирболод
Елчуболод
Елболод
Сини від Жимсгене: Герсендзе
Герболод
Сини от Гуші-хатун: Герт
Чін-тайджі
Сини від кожної жінки стали племінними вождями і пращурами інших великих ханів.